# Luisa-Katharina Häsler

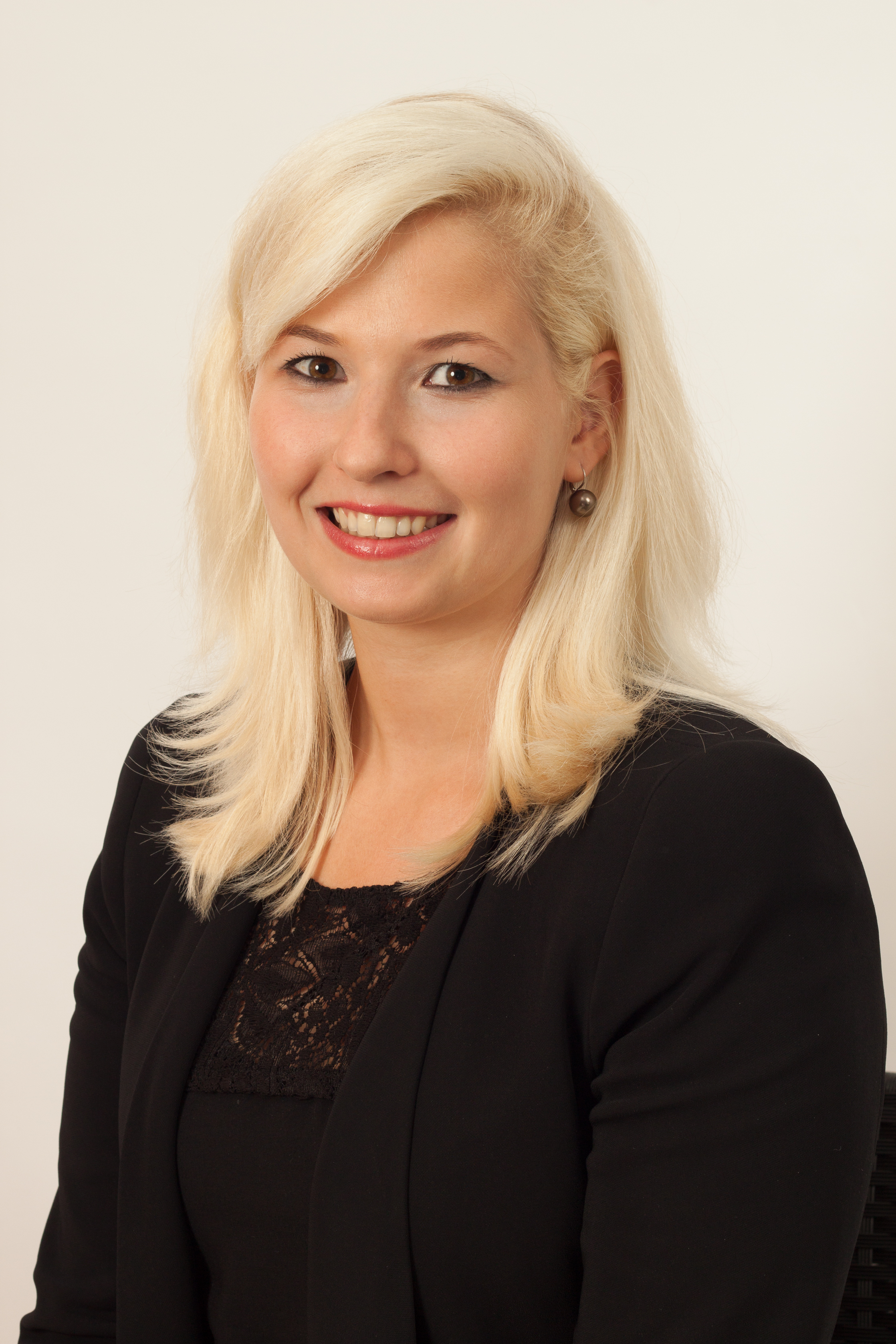
Luisa-Katharina Häsler 2014

Luisa-Katharina Häsler (* 21. November 1989 in Bremen) ist eine deutsche Politikerin (CDU) und war Mitglied der Bremischen Bürgerschaft.

## Biografie

### Ausbildung und Beruf
Häsler besuchte das Ökumenische Gymnasium in Bremen. Danach erwarb sie an der Universität Bremen den Bachelor in Politik- und Rechtswissenschaften. Daran schloss ein Masterstudiengang in Politikwissenschaften an. Von 2011 bis 2014 war Häsler ordentliches Mitglied im Studierendenrat der Universität Bremen.

### Politik
Häsler ist Mitglied der CDU. Im September 2009 wurde sie ins Wahlkampfteam der CDU Bremen für die Bundestagswahl aufgenommen. Sie ist seit 2011 stellvertretende Landesvorsitzende der Jungen Union (JU) Bremen, Vorsitzende des JU Stadtbezirksverbandes Schwachhausen-Horn-Oberneuland sowie Landesvorsitzende des Rings Christlich-Demokratischer Studenten (RCDS) Bremen. 
Während der 18. Wahlperiode war sie Mitglied der Bremischen Bürgerschaft. Bei der Bürgerschaftswahl in Bremen 2015 trat sie abermals als Kandidatin an, verpasste jedoch den erneuten Einzug.

Häsler war in folgenden Ausschüssen tätig
Ausschuss für Bürgerbeteiligung, bürgerschaftliches Engagement und Beiräte (Stadt),
Ausschuss für Wissenschaft, Medien, Datenschutz und Informationsfreiheit,
Ausschuss für die Gleichstellung der Frau,
Rechtsausschuss, in den
nichtständigen Ausschüssen Ausweitung des Wahlrechts und zur Änderung der Landesverfassung und in den
Betriebsausschüssen Musikschule Bremen und
Stadtbibliothek Bremen und Bremer Volkshochschule sowie in der
staatlichen und städtischen Deputation für Kultur und der
staatlichen und städtischen Deputation für Bildung.